# Charley’s Grilled Subs
Charley’s Grilled Subs ist eine Schnellrestaurantkette mit 312 Filialen in 39 Staaten in den USA und 10 Ländern, inklusive Japan, Vereinigte Arabische Emirate, Venezuela, Südkorea und Guam. Es gibt auch eine Filiale auf dem Gelände der Panzerkaserne Böblingen, wo die US Army stationiert ist.
Bekannt als Charley’s Steakery, wurde es 1986 auf dem Campus der Ohio State University in Columbus gegründet. Charley’s spezialisiert sich auf frisch gegrillte Sandwiches und Wraps. Die Kette kennzeichnen Subs wie das Philly Cheesesteak, das Chicken Teriyaki, das Buffalo Chicken und der Deli Fare. Charley’s bietet auch Suppen und Salate an und ist für seine Limonaden berühmt.
Charley’s Grilled Subs Filialen wurden traditionell in Einkaufszentren oder Flughäfen gegründet, inzwischen gibt es aber auch einige frei stehende Filialen.